# Бицираев, Сайдхусейн Султанович
Саи́д (Сайтхусе́йн) Султа́нович (Элемсулта́нович) Бицира́ев (30 января 1954, Фрунзе, Ошская область) — чеченский советский и российский художник, действительный член Академии русской словесности и изящных искусств имени Г. Р. Державина (2004), заслуженный художник Чеченской Республики (2004), Заслуженный художник Российской Федерации (2013), Народный художник Чеченской Республики (2012), лауреат премии имени Ахмат-Хаджи Кадырова в области культуры и искусства (2014), профессор кафедры общей живописи Санкт-Петербургской государственной художественно-промышленной академии им. А. Л. Штиглица, член Союза художников России, член Санкт-Петербургского отделения Международной ассоциации искусствоведов и художественных критиков.

## Биография
Родился 30 января 1954 года в г. Фрунзе, где его семья находилась в депортации. В 1957 году семья вернулась в родовое село Нойбера. Окончил восьмилетнюю сельскую школу.
В 1973 году окончил Краснодарское художественное училище. В 1981 году окончил Институт живописи, скульптуры и архитектуры имени И. Е. Репина Академии художеств СССР. Во время учебы занимался в персональной мастерской действительного члена Академии художеств СССР Юрия Непринцева.
В 1982 году вступил в творческое объединение молодых художников. В 1982—1983 годах преподавал живопись в детской художественной школе № 1 Ленинграда. С ноября 1983 года по настоящее время — преподаватель Санкт-Петербургской Государственной художественно-промышленной Академии в должности доцента на кафедре общей живописи.
В 1984—1986 годах работал в творческой мастерской Ленинградского отделения Союза художников. Его руководителем был Народный художник СССР В. Ф. Загонек. В 1987 году стал членом Союза художников России. С 2001 года является членом Южно-Корейской художественной ассоциации КСАА («2000 Korea Creative Artist Association»). В 2002 году стал членом Санкт-Петербургского отделения Международной Ассоциации искусствоведов и критиков стран СНГ. С 2004 года — Действительный член Академии Русской словесности и Изящных искусств им. Г. Р. Державина.
В 2004 году ему присвоено звание Заслуженного художника Чеченской Республики.
5 октября 2012 года на открытие Национального музея Чеченской Республики передал в дар около ста своих работ.
В 2013 году присвоено звание Заслуженный художник Российской Федерации.
Является участником проекта «Путь к единству», в котором участвуют художники России, Китая и Австрии. Принимает участие в проекте «Художники России миру» с целью представить миру творчество нескольких поколений современных художников России. В частности, принимал непосредственное участие в подготовке и издании альбома проекта в 2004 году.
Часто ездит в творческие поездки по стране и за рубеж (Финляндия, Греция, Италия, Испания, Китай, Австрия). Результатом стали работы по испанской тематике, состоящей из более тридцати листов по мотивам поэзии Федерико Гарсиа Лорки. В 2004 году была издана книга Абрама Раскина «Испанская рапсодия Саида Бицираева». Бицираевым написан ряд работ о Китае и Греции. Работы Бицираева находятся в музеях и частных коллекциях России, Финляндии, Германии, США, Греции, Канады, Китая, Италии, Испании, Венесуэлы, ряда других стран.
Творчество Бицираева освещалось журналами и газетами Санкт-Петербурга и Чечни, а также в зарубежных изданиях. Сняты три документальных фильма о его биографии и творчестве. Радиопередачи, посвящённые Бицираеву, выходили в эфир на радио Санкт-Петербурга и радио «Свобода».

## Выставки
1981 год
- Осенняя выставка ленинградских художников. Центральный выставочный зал, Санкт-Петербург;
- Выставка молодых художников. Выставочный Зал Союза Художников России на Охте. Санкт-Петербург;

1982 год
- Всесоюзная выставка дипломных работ. Тбилиси;
- Выставка молодых художников «Молодость страны»;
- Весенняя выставка ленинградских художников;
- Республиканская выставка «По родной стране»;

1983 год
- Весенняя выставка ленинградских художников;
- «Осень 83». Выставка ленинградских художников;

1984 год
- Восьмая Всесоюзная академическая выставка молодых художников «Ленинград — Москва»;
- Молодёжная выставка. Выставочный зал на Охте;

1985 год
- Выставка молодых художников во Дворце молодёжи;
- Зональная выставка ленинградских художников. Центральный выставочный зал, Санкт-Петербург;
- Выставка молодых художников. Выставочный зал на Охте, Санкт-Петербург;

1986 год
- Отчётная выставка творческой мастерской при ЛОСХ;
- Зональная выставка ленинградских художников «Наш современник»;
- Весенняя выставка ленинградских художников;
- Зональная выставка «Молодость страны». Выставочный зал на Охте;

1987 год
- Республиканская выставка «Молодость страны». Москва;

1988 год
- Выставка ленинградских художников ЛОСХ. «Весенний пейзаж»;

1992 год
- Республиканская выставка портрета. Москва;

1994 год
- Выставка в частной галерее. Финляндия. Хельсинки;

1995 год
- Групповая выставка российских художников в ФРГ;

1996 год
- Групповая выставка в редакции журнала «Аврора». Санкт-Петербург;

1997 год
- Выставка «Весь Петербург». Санкт-Петербург. ЦВЗ;

2000 год
- Выставка «Москва — Петербург»;

2001 год
- Международная выставка художников России, Италии, Финляндии, Кореи, Японии, Германии. Финляндия, Котка;
- Международная выставка художников России, Финляндии, Кореи, Японии, Канады;
- Групповая выставка Санкт-Петербургских художников в Пекине. Китай;

2002 год
- Выставка «ЗооАрт». Санкт-Петербург. Выставочный зал «Манеж»;
- Совместная выставка китайских, российских, австрийских художников. Музей Российской Академии художеств. Санкт-Петербург;
- Международная выставка КСАА. Вена. Австрия;
- Выставка чеченских художников. Академия художеств. Москва;
- Международная выставка членов КСАА. Хельсинки. Финляндия;
- Совместная выставка художников из Харбина (Китайская Народная Республика) и художников Санкт-Петербурга;
- Юбилейная выставка петербургских художников. Выставочный зал «Манеж»;

2003 год
- Выставка «Художники — Петербургу». К 300-летию Санкт-Петербурга;

2004 год
- Совместная выставка китайских, российских, австрийских художников в Китае;
- Выставка Российских художников в Вене (Австрия). Проект «Художники России миру»;
- Передвижная Выставка «Грезы о Китае». Выставочный зал «Смольный»;

2005 год
- Выставка «Испанская рапсодия». Музей Анны Ахматовой;

### Персональные выставки
- 1993 год — В министерстве иностранных дел Финляндии. Хельсинки;
- 1995 год — Дом Дружбы народов (Санкт-Петербург);
- 1996 год — Редакция журнала «Аврора» (Санкт-Петербург);
- 1998 год — Выставочный зал России. Санкт-Петербург;
- 2000 год — Выставочный зал Дома журналистов (Санкт-Петербург).